# Anadara floridana
Anadara floridana är en musselart som först beskrevs av Conrad 1869.  Anadara floridana ingår i släktet Anadara och familjen Arcidae. Inga underarter finns listade i Catalogue of Life.